# Kłębowo
Kłębowo (deutsch Wernegitten) ist ein Dorf in der polnischen Woiwodschaft Ermland-Masuren. Es gehört zur Landgemeinde Lidzbark Warmiński (Heilsberg) im Powiat Lidzbarski (Kreis Heilsberg).
|  |

## Geographische Lage
Kłębowo liegt im nördlichen Westen der Woiwodschaft Ermland-Masuren, sechs Kilometer südlich der Kreisstadt Lidzbark Warmiński (Heilsberg).

## Geschichte
Ortsgeschichte 

Das seinerzeit Schönenvelt genannt Kirchdorf wurde im Jahre 1348 erstmals urkundlich erwähnt. Nach 1348 hieß das Dorf Wargitten, und erst nach 1820 Wernegitten.
Die Landgemeinde Wernegitten wurde am 21. Mai 1874 Amtsdorf und damit namensgebend für einen Amtsbezirk im ostpreußischen Kreis Heilsberg innerhalb des Regierungsbezirks Königsberg.
Im Dorf Wernegitten lebten im Jahre 1910 602 Menschen. Die Einwohnerzahl veränderte sich bis 1933 auf 606 und belief sich 1939 auf 611.
Als 1945 in Kriegsfolge das gesamte südliche Ostpreußen an Polen fiel, erhielt Wernegitten die polnische Namensform „Kłębowo“. Heute ist das Dorf eine Ortschaft im Verbund der Gmina Lidzbark Warmiński (Landgemeinde Heilsberg) im Powiat Lidzbarski (Kreis Heilsberg), von 1975 bis 1995 der Woiwodschaft Olsztyn, seither der Woiwodschaft Ermland-Masuren zugehörig. Im Jahre 2021 zählte Kłębowo 216 Einwohner.
Im Jahre 1998 beging Kłębowo die 650-Jahr-Feier seines Bestehens, an die noch heute ein zweisprachiger Gedenkstein erinnert.
Amtsbezirk Wernegitten( 1874–1945)

Zum Amtsbezirk Wernegitten gehörten in der Zeit seines Bestehens stets drei Dörfer:
| Deutscher Name | Polnischer Name |
| -------------- | --------------- |
| Blankensee     | Blanki          |
| Blumenau       | Czarny Kierz    |
| Wernegitten    | Kłębowo         |

## Religion

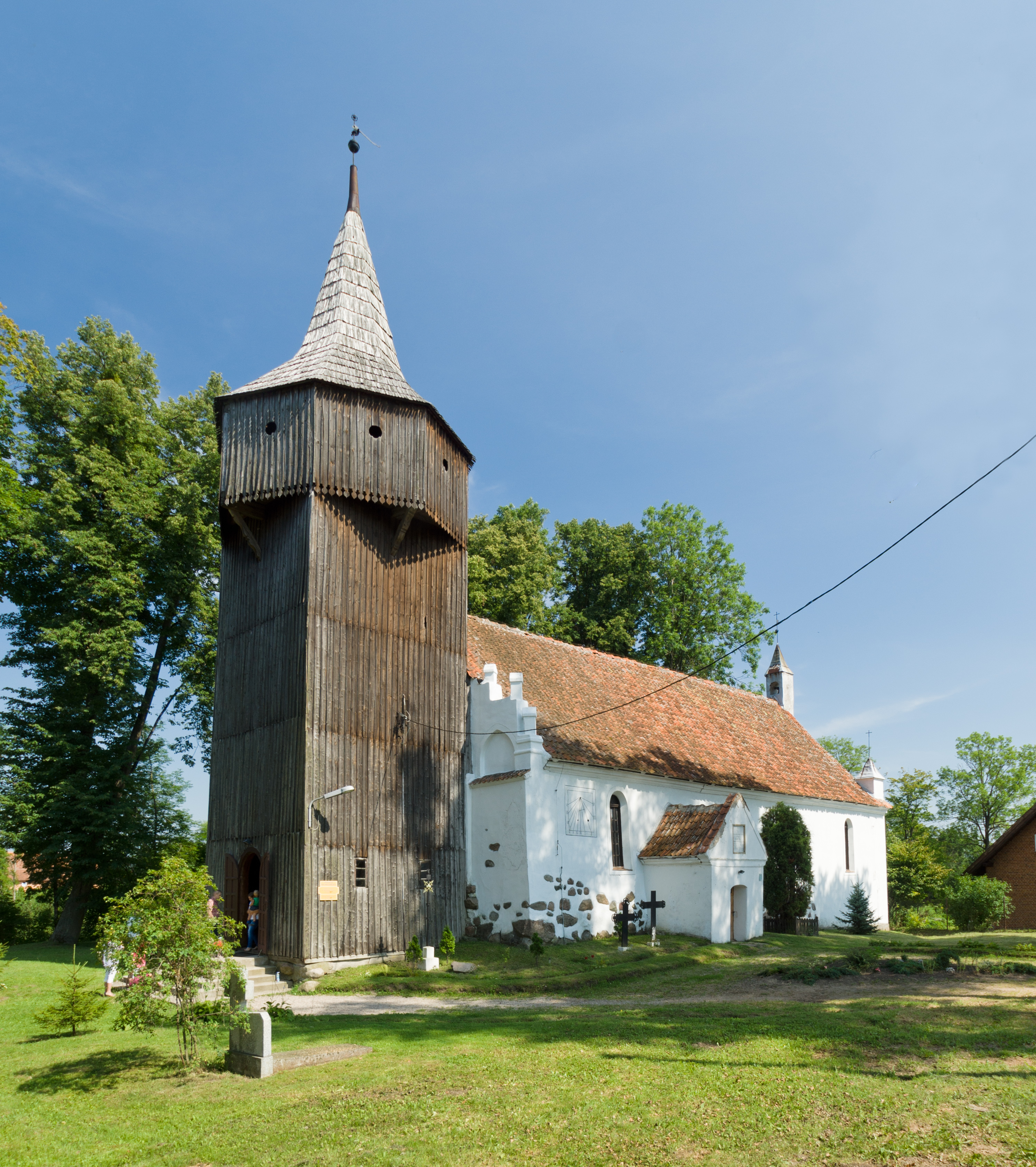
St.-Margareten-Kirche in Kłębowo

Die zu Ehren der Hl. Margareta geweihte Kirche stammt aus der zweiten Hälfte des 14. Jahrhunderts und ist ein Bauwerk ohne Chor aus Feldstein und Ziegel. Der schlanke Holzturm ist eine Pfahlkonstruktion mit Bretterverschlag sowie Schindelspitzdach und stammt von 1759. Eine flache und bemalte Holzdecke überspannt den inneren Kirchenraum. Die neogotische Innenausstattung wurde in der Mitte des 19. Jahrhunderts beschafft.
Die Kirche ist das Gotteshaus der römisch-katholische Pfarrei Kłębowo, die zum Dekanat Lidzbark Warmiński im Erzbistum Ermland gehört.
Bis 1945 war Wernegitten auch in die evangelische Kirche Heilsberg in der Kirchenprovinz Ostpreußen der Kirche der Altpreußischen Union eingegliedert. Heute gehört Kłębowo evangelischerseits zur Diözese Masuren der Evangelisch-Augsburgischen Kirche in Polen.

## Verkehr
Kłębowo liegt an einer Nebenstraße, die von Kraszewo (Reichenberg) an der polnischen Landesstraße 51 (im Abschnitt der einstigen deutschen Reichsstraße 134) bis nach Świętnik (Heiligenwalde) führt. Eine von Blanki (Blankensee) kommende Straße endet in Kłębowo.
Eine Bahnanbindung besteht nicht. Bis 1996 war Czarny Kierz (Blumenau) die nächste Bahnstation. Sie lag an der nicht mehr bestehenden Bahnstrecke (Niedersee–) Rothfließ–Zinten (–Königsberg).